# بوغدان أوبريا
بوغدان أوبريا (بالرومانية: Bogdan Oprea)‏ (24 سبتمبر 1982 في رومانيا - ) هو لاعب كرة قدم روماني في مركز الوسط. لعب مع نادي أسترا جورجو ونادي كلية جامعة دبلن وCS Balotești ‏ ونادي فولنتاري وASC Daco-Getica București ‏ وCS Brănești ‏ وFC Rapid II București ‏.

## وصلات خارجية
- بوغدان أوبريا على موقع قاعدة بيانات كرة القدم.إي يو (الإنجليزية)